# Климат Буэнос-Айреса

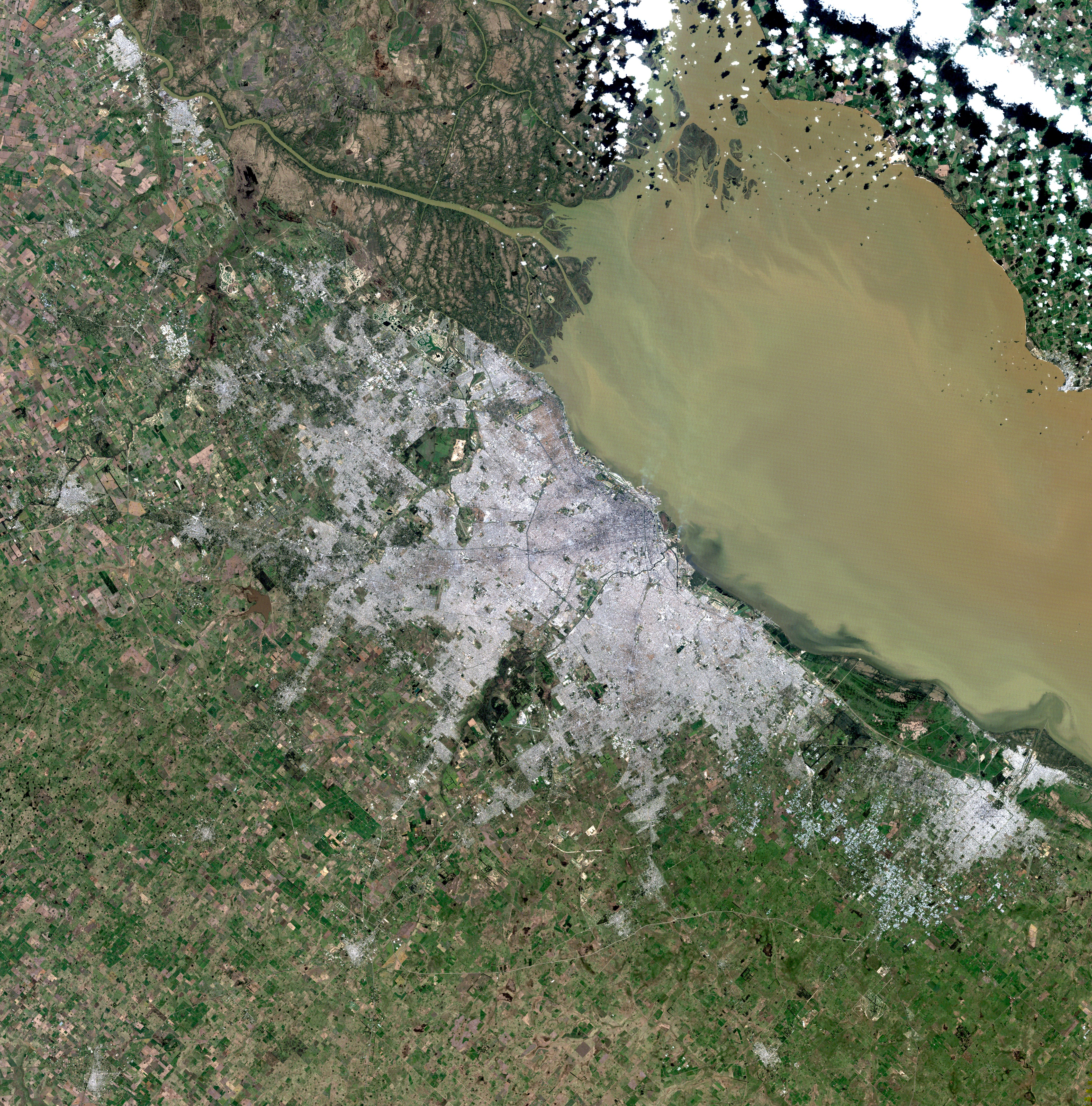
Космическое изображение города и его окрестностей (спутник LandSat-5, 21 августа 2011 г.)

Город Буэнос-Айрес характеризуется влажным субтропическим климатом, с жарким летом и мягкой зимой с небольшим количеством осадков, количество которых зависит от реки Рио-де-ла-Плата. В общем, этот город с относительно умеренным климатом.
Учитывая период 1961-1990 годов, средняя температура составила 17,6 °C и ежегодные осадки составили 1146 мм. Средняя относительная влажность 71,4%.
Национальная служба погоды с 1861 года ведёт записи наблюдения за количеством осадков в городе, осуществляемое обсерваторией Буэнос-Айреса, расположенной в районе Вилья Уркиса и измеряет температуру воздуха в городе начиная с 1906 года (хотя записи начались в 1881 году, но велись нерегулярно). Согласно архивам, самая холодная погода в Буэнос-Айресе была в 1911 году, когда средняя температура составила + 15°4, а самым тёплым годом был 1997, когда была зафиксирована среднегодовая температура +18°6.
На основе записей погоды в городе начиная с 1906 года, сделан вывод, что ежегодная температура оставалась ниже +17° до 1913 года. В последний раз температура упала ниже этого значения в 1964 году.
В последний раз была годовая температура ниже +16° в 1924 году.
Среднегодовая температура начала превышать предел +18° начиная с 1969 года. Если эта тенденция сохранится, средняя температура будет превышать +19° к началу 2020 года.
нет месяца Октябрь в списке по месяцам.

## Таблица климатических изменений в Буэнос-Айресе
|                                                                   | Январь | Февраль | Март  | Апрель | Май   | Июнь  | Июль  | Август | Сентябрь | Октябрь | Ноябрь | Декабрь |
| ----------------------------------------------------------------- | ------ | ------- | ----- | ------ | ----- | ----- | ----- | ------ | -------- | ------- | ------ | ------- |
| Средняя летняя температура 1961-1990 (°C)                         | 29,9   | 28,6    | 26,3  | 22,8   | 19,3  | 15,7  | 15,4  | 17,1   | 19,3     | 22,1    | 25,2   | 28,2    |
| Средняя зимняя температура 1961-1990 (°C)                         | 19,6   | 18,9    | 16,9  | 13,3   | 10,4  | 7,7   | 7,6   | 8,3    | 10       | 12,7    | 15,4   | 18,1    |
| Абсолютный максимум 1906-2011 (°C)                                | 43,3   | 38,7    | 37,9  | 36     | 31,6  | 28,5  | 30,2  | 34,4   | 34       | 34,5    | 36,8   | 40,5    |
| Год                                                               | 1957   | 1944    | 1952  | 1906   | 1958  | 1951  | 1979  | 2009   | 1944     | 2009    | 1955   | 1995    |
| Абсолютный минимум 1906-2011 (°C)                                 | 5,9    | 4,2     | 2,8   | -2,3   | -4    | -5,3  | -5,4  | -4     | -2,4     | -2      | 1,6    | 3,7     |
| Год                                                               | 1924   | 1910    | 1964  | 1922   | 1907  | 1967  | 1918  | 1948   | 1925     | 1911    | 1914   | 1923    |
| низкая максимальная температура 1906-2011 (°C)                    | 17,5   | 15,9    | 13,8  | 11,1   | 7,3   | 4,3   | 4,8   | 6,4    | 7        | 9,6     | 13     | 15,9    |
| Год                                                               | 1931   | 1993    | 1940  | 1940   | 2007  | 1918  | 1920  | 1912   | 1981     | 1935    | 1931   | 1911    |
| низкая минимальная температура 1906-2011 (°C)                     | 28     | 27,1    | 27,7  | 23,8   | 22,6  | 20,1  | 20,8  | 20,9   | 23,7     | 22,4    | 25,4   | 28,2    |
| Год                                                               | 1990   | 1970    | 1980  | 2004   | 1980  | 1951  | 1979  | 2002   | 1944     | 2002    | 2008   | 1971    |
| Средняя температура 1961-1990 (°C)                                | 24,5   | 23,4    | 21,3  | 17,6   | 14,4  | 11,2  | 11    | 12,3   | 14,4     | 17,2    | 20,3   | 23      |
| высокая среднемесячная 1906-2011 (°C)                             | 26,5   | 25,7    | 24,5  | 20,4   | 17,9  | 15,1  | 15,9  | 15,2   | 16,6     | 19,4    | 24,1   | 25,5    |
| Год                                                               | 1989   | 1943    | 1980  | 1970   | 1957  | 1965  | 1958  | 2001   | 2007     | 2006    | 2008   | 1994    |
| Низкая среднемесячная температура 1906-2011 (°C)                  | 21,7   | 20      | 18,1  | 14,2   | 9,8   | 5,7   | 6,8   | 8,9    | 10,7     | 13,6    | 16,7   | 19,8    |
| Год                                                               | 1921   | 1928    | 1910  | 1934   | 1956  | 1916  | 1916  | 1908   | 1911     | 1923    | 1909   | 1939    |
| Количество месячных осадков 1961-1990 (мм)                        | 119    | 117,6   | 153,9 | 106,9  | 92,1  | 50    | 52,9  | 63,2   | 77,7     | 139,3   | 131,2  | 103,2   |
| Самый влажный месяц 1861-2011                                     | 1953   | 2010    | 1900  | 1959   | 2000  | 1972  | 1932  | 1922   | 1884     | 1967    | 1951   | 1911    |
| Количество осадков (мм)                                           | 347,5  | 420,3   | 544,7 | 404,8  | 361,7 | 178,5 | 212,1 | 277,8  | 349      | 367,1   | 284,1  | 318,5   |
| Самый сухой месяц 1861-2011                                       | 1913   | 1881    | 1911  | 1968   | 1887  | 1987  | 1916  | 1886   | 1973     | 1916    | 1917   | 1983    |
| Количество осадков (мм)                                           | 3,4    | 0,0     | 2,2   | 5,0    | 0,0   | 0,2   | 0,0   | 0,0    | 1,7      | 4,1     | 11,9   | 5,0     |
| Максимальное количество осадков в течение 24 часов 1906-2011 (мм) | 172,7  | 194,1   | 109   | 142    | 188,4 | 78,7  | 90    | 96,8   | 103,6    | 108,7   | 138,5  | 124,1   |
| Год                                                               | 1974   | 1930    | 1987  | 1989   | 1985  | 1946  | 1976  | 1989   | 1945     | 1944    | 1951   | 1968    |

## Январь
В этом месяце погода, как правило, утром и вечером жаркая, ночи тёплые. Жара в январе продолжается от 3 дней подряд и более, в которых минимальная температура равна или превышает +23 °C, максимальная поднимается выше +32 °C и относительная влажность превышает 60%. Эта ситуация оказывает существенное влияние на здоровье, в крайних случаях возникают "тепловые удары". Продолжительность жары не превышает обычно неделю и обычно заканчивается дождями, сопровождаемый понижением температуры и повышением влажности.
Январь характеризуется средней температурой 24,5 °C, половинный максимум, равный 29,9 °C, а средняя минимальная температура 19,6 °C. Однако в исключительных случаях температура может достигать +40 °C (как это произошло 29 января 1957 года, когда максимальная температура достигла +43,3 °C, это максимальное значение за всю историю Буэнос-Айреса) или опускается ниже +6 °C (как это случилось 17 января 1924 года, когда минимальная температура составила +5,9 °C).
Что касается осадков, средняя ежемесячная сумма равна 119 мм, распределённая по девяти наиболее дождливым дням в месяц, в среднем эта частота может превышать 10 дней, как было записано в январе 1953 года (347,5 мм за 16 дней — рекордное количество и частота) и ближе в январе 2006 года (237,3 мм за 13 дней, из которых 10 дней дожди шли непрерывно, причем такое продолжительное выпадение осадков является рекордом для города). Максимум осадков в январе зафиксирован в 1953, составил 337,5 мм) и минимум в 2018, когда их не выпадало вообще). Размер суточных осадков может достигать более 150 мм, как это произошло 24 января 1974 , 172,7 мм. В свою очередь, число ветреных дней в среднем равно 6.
Средняя относительная влажность составляет около 64%, а может быть в диапазоне между 58% и 70%. В среднем облачность в январе составляет 12 дней. Ветры в течение этого месяца Северо-Восточный (20%), северный и восточный (15%), со средней интенсивностью 14 км / ч. Тем не менее, сильные ветры могут возникнуть (равной или большей вероятностью более чем 43 км/ч) со средней частотой 5 дней в месяц. Максимальная скорость ветра может превышать 110 км/ч, как это произошло 25 января 1983 года, когда его сила достигла 118 км / час.